# August Hahr (konsthistoriker)
August Hahr, född den 29 oktober 1868 i Dingtuna, Västmanlands län, död den 21 maj 1947 i Uppsala, var en svensk konsthistoriker. Han var sonson till militären med samma namn samt bror till Erik Hahr.

## Biografi
Hahr blev filosofie licentiat vid Uppsala universitet 1897, filosofie doktor 1898 (på en avhandling om Per Krafft den äldre samt ett arbete om David von Krafft och den Ehrenstrahlska skolan), överlärare vid Tekniska skolan i Stockholm 1898–1902 och docent i konsthistoria vid Uppsala universitet 1900. Han var lärare och examinator i konsthistoria i Lund 1908–1913, docent där 1909, och därefter i Uppsala 1914. Han var tillförordnad professor i arkitekturens historia vid Kungliga Konsthögskolan 1915–1916, professor i konsthistoria och konstteori i Uppsala från 1917–1933 samt emeritus där 1933.
Hahr blev ledamot av Humanistiska vetenskapssamfundet i Uppsala (1919), av Vetenskapssocieteten i Uppsala (1921), av Vetenskapssocieteten i Warszawa (1934) och av Kungliga Humanistiska Vetenskapssamfundet i Lund. Han var i första hand intresserad av konsthistorien under svenskt 1500- och 1600-tal och utgav en rad skrifter i ämnet. Hahr blev riddare av Nordstjärneorden 1925 och riddare av Franska Hederslegionen.

## Familj
August Hahr var son till länsagronom Robert Hahr och Hilma, född Ljung. Han gifte sig den 16 januari 1904 med Elisabeth Larsson (1880–1965). De fick barnen Elsa (född 1906) och Henrik (född 1911).  Makarna Hahr är begravda på Östra kyrkogården i Västerås.